# Maarten Vandevoordt
Maarten Vandevoordt (* 26. Februar 2002 in Sint-Truiden) ist ein belgischer Fußballspieler, der derzeit als Torhüter für RB Leipzig spielt.

## Karriere

### Verein
Vandevoordt spielte als Jugendspieler für VV Brustem Centrum, VV St. Truiden und den KRC Genk. Sein Debüt im Profifußball gab er am 24. September 2019 für Genk gegen KSK Ronse im belgischen Pokal. Das erste Mal in der Division 1A spielte er am 7. Dezember 2019 bei einem Auswärtsspiel gegen Cercle Brügge, welches mit 2:1 für Genk endete. Am 10. Dezember 2019 wurde Vandevoordt mit einem Einsatz bei einer 0:4-Niederlage gegen den SSC Neapel der bisher jüngste Torhüter in der Geschichte der UEFA Champions League. In derselben Saison spielte er auch in der UEFA Youth League für Genk.
Am 13. Dezember 2019 gab Genk die Verlängerung seines Vertrages bis Sommer 2023 bekannt.
In der wegen der COVID-19-Pandemie abgebrochenen Saison 2019/20 bestritt er 4 von 29 Ligaspielen für Genk. Hinzu kamen zwei Pokal- und ein Champions-League-Spiel. Ab Januar 2020 fiel er wegen einer Ellenbogenverletzung bis zum Saisonende aus.
In der Saison 2020/21 lief er in 16 von 40 Ligaspielen sowie in vier Pokalspielen auf, die mit dem Pokalsieg endeten. Ab Mitte Februar 2021 war er Stammspieler. In der Saison 2021/22 stand er in 38 von 40 Ligaspielen auf dem Feld. Lediglich zwei sportlich nicht mehr bedeutenden Spiele der Play-off-Runde saß er aus. Dazu kamen ein Pokalspiel, acht Europapokal-Spiele und das verlorene Spiel um den belgischen Superpokal.
In der Saison 2022/23 bestritt er alle 40 Ligaspiele und drei Pokalspiele. Dabei blieb er in 10 Spielen ohne Gegentor. Auch in der Saison 2023/24 bestritt er alle möglichen 41 Ligaspiele sowie 10 Spiele im Europapokal.
Bereits Ende April 2022 unterzeichnete Vandevoort beim Bundesligisten RB Leipzig einen Fünf-Jahres-Vertrag ab Sommer 2024 mit einer Laufzeit bis 2029.

### Nationalmannschaft
Er vertrat bisher mehrere Jugendauswahlen von Belgien. Er nahm mit seinem Heimatland an der U-17-Europameisterschaft 2018 und der U-17-Europameisterschaft 2019 teil.

## Erfolge
- Belgischer Pokalsieger: 2020/21